# Civil Rights Act de 1964
Civil Rights Act de 1957 Voting Rights Act de 1965
Aux États-Unis, le Civil Rights Act de 1964 est une loi votée par le Congrès des États-Unis et promulguée par le président des États-Unis, Lyndon B. Johnson le 2 juillet 1964, mettant fin à toutes formes de ségrégations, de discriminations reposant sur la race, la couleur, la religion, le sexe ou l’origine nationale.

## Histoire et contexte

### Les lois Jim Crow
À la suite du  Treizième amendement de la Constitution des États-Unis du 6 décembre 1865 abolissant l'esclavage,  deux autres amendements furent promulgués : le Quatorzième amendement de la Constitution des États-Unis de 1868, accordant la citoyenneté à toute personne née ou naturalisée aux États-Unis et interdisant toute restriction à ce droit, et le Quinzième amendement de la Constitution des États-Unis, de 1870, garantissant le droit de vote à tous les citoyens des États-Unis. Théoriquement, tous les Afro-Américains, qu'ils soient affranchis par le XIIIe amendement ou nés libres aux États-Unis, avaient le droit de s'inscrire sur les listes électorales et de participer aux différentes élections locales, au parlement de leur État et fédérales. Mais dans la pratique, les États, principalement ceux du Sud, ont mis en place deux dispositifs pour entraver l'effectivité de ces droits ; d'une part la dissuasion, l'intimidation par des actes de terrorisme commis par le Ku Klux Klan (KKK), l'autre légal, réglementaire par l'adoption des lois Jim Crow issues des Black Codes,.
Le terme Jim Crow trouve son origine dans la culture populaire américaine par une chanson de 1828, Jump Jim Crow , imitation caricaturale et raciste d'un esclave afro-américain créée par l'auteur Thomas Dartmouth « Daddy » Rice (1808–1860).

#### L'arrêtHall v. DeCuiret la légalisation de la ségrégation
Les lois Jim Crow vont pouvoir légalement se développer grâce à un arrêt de la Cour suprême des États-Unis. Tout commence sur un bateau à vapeur, le Governor Allen, qui relie La Nouvelle Orléans dans la Louisiane à Vicksburg dans le Mississippi. Monsieur Benson, propriétaire et capitaine du bateau entre en conflit avec l'une de ses passagères, madame DeCuir, une Afro-Américaine. Cette dernière, pour se reposer, désire utiliser une cabine réservée aux Blancs ; Benson le lui interdit, il lui dit qu'elle doit se rendre dans la galerie des cabines réservées aux personnes de couleur. Or, cette injonction ségrégative est contraire au XIVe amendement ratifié par la Louisiane, d'autant plus que, le bateau naviguant sur le Mississippi et donc traversant plusieurs États, son règlement ne saurait dépendre des diverses lois ségrégationnistes édictées par les Etats traversés mais des seules décisions du Congrès de Washington. Pour savoir si la décision de la compagnie fluviale est constitutionnelle, monsieur Hall, qui reprend le litige après le décès du capitaine Benson, présente en 1870 l'affaire à la Cour suprême, c'est le cas Hall v. DeCuir. En 1877, la Cour suprême rend son arrêt. Dans ses attendus, elle constate que le Mississippi traverse des Etats dont certains n'ont pas ratifié le XIVe amendement, donc en toute logique une compagnie de transport inter-Etats devrait se soumettre à différentes lois contradictoires, ainsi selon l'Etat traversé la discrimination ira jusqu'à refuser l’accès d'une personne de couleur, selon un autre ce sera la mixité et enfin dans un dernier cas la ségrégation. Devant ce qui apparaît comme une entrave à la libre circulation des entreprises de transport en commun, la Cour suprême arrête qu'à partir du moment où une compagnie de transport en commun ouvre le même service à ses clients blancs comme de couleur mais dans des compartiments, des cabines, des places séparées, cela est conforme à la Constitution. Cet arrêt ouvre la porte à la ségrégation raciale et aux différentes lois Jim Crow qui vont imposer la ségrégation non seulement dans les transports en commun (bateaux, trains, diligences, etc.) mais dans l'ensemble des espaces et des services publics comme les écoles, les restaurants, les toilettes, les hôpitaux, les églises, les bibliothèques, les manuels scolaires, les salles d'attente, les salles de spectacles, les logements, les prisons, les pompes funèbres, les cimetières ; un peu partout dans le Sud vont fleurir des panneaux For White Only ,,,,.

#### L'arrêt Plessy v. Ferguson ou la ségrégation confirmée
L'arrêt Hall v. Decuir va être renforcé par l'arrêt  Plessy v. Ferguson. Le 10 juillet 1890, conformément à l'arrêt Hall v. Decuir, la Législature d'État de Louisiane adopte le Separate Car Act instaurant une ségrégation pour tous les trains traversant son État. Chaque compagnie ferroviaire doit mettre en place des voitures différentes pour les Blancs et pour les Afro-Américains et empêcher que les deux populations puissent se croiser à bord,. Les opposants à cette loi décèlent une faille dans la loi car elle ne donnait pas la définition de "Blanc" ou de "Noir", ainsi quid d'un citoyen de couleur de peau blanche mais ayant une ascendance afro-américaine ? Le militant Homer Plessy, un métis qui n'avait qu'un seul arrière-grand-parent afro-américain, achète un billet de train et prend place dans une voiture réservée aux Blancs ; quand le contrôleur lui demande s'il est de couleur, Plessy lui répond que oui, il est alors sommé de rejoindre une voiture réservée aux Afro-Américains, ce qu'il refuse ; il est arrêté et accusé d'avoir violé le Separate Car Act. Commence alors une succession de procès qui remonteront jusqu'à la Cour suprême des États-Unis sous le titre de cas Plessy v. Ferguson dont l'arrêt en date du 18 mai 1896 légalise la ségrégation au nom de "égaux, mais séparés",,.

#### L'accès au droit de vote empêché
Les lois Jim Crow ont un effet sur l'ensemble de la vie sociale, économique et politique des Afro-Américains des États du Sud de leur naissance jusqu'à leur mort. Elles ajoutent à la ségrégation dans les lieux publics et les services des restrictions aux droits à la propriété, à établir son entreprise, à l'éducation, à se marier en dehors de sa "race". Les interactions avec les Blancs sont ainsi limitées au strict nécessaire professionnel. Ces lois s'appliquent d'autant plus facilement que les juges et les forces de police sont des Sudistes acquis aux thèses racistes et ségrégationnistes qui invalident tout recours, toute contestation. Pour éliminer le poids du vote des Afro-Américains dans les élections, quand le terrorisme du Klan ou de la White League est jugé insuffisant, dans certains comtés une taxe est créée pour avoir le droit de vote, puis se généralisent les tests pour vérifier l'aptitude intellectuelle à voter. Les questions sont d'une difficulté inhabituelle comparées à celles posées aux Blancs, comme être capable de réciter la Constitution et ses différents amendements, ou bien les questions sont absurdes, du genre « How many angels can dance on the head of a pin / Combien d'anges peuvent-ils danser sur la pointe d'une épingle ? »  ou « How many bubbles in a soap bar / Combien de bulles peut-on faire avec une savonnette ? ». Seule une minorité d'Afro-Américains arrive à voter, souvent au risque de représailles, au mieux le fouet, au pire la pendaison sommaire ou l'exécution des votants et de leur famille,,,,.

### Les débuts de la déségrégation

#### LesExecutive ordersprésidentiels
Le 25 juin 1941, le président Franklin Delano Roosevelt promulgue l'Executive Order n° 8802 qui interdit la discrimination ethnique ou raciale dans l'industrie de la défense américaine. Il vise également à mettre en place un comité pour l'accès égal à l'emploi. Il s'agit de la première action fédérale cherchant à promouvoir l'égalité des chances et à interdire la discrimination à l'embauche aux États-Unis. Puis, le 26 juillet 1948, le Président Harry S. Truman promulgue à son tour l'Executive order 9981 qui abolit les discriminations fondées sur la race, la couleur, la religion ou l'origine nationale dans les Forces armées des États-Unis. Ce décret historique inaugure le processus de la fin de la ségrégation dans les services publics fédéraux des États-Unis,.

#### L'arrêt Brown v. Board of Education du 17 mai 1954
Cet arrêt voté à l’unanimité déclare la ségrégation raciale inconstitutionnelle dans les écoles publiques. La Cour suprême, sous la présidence du juge Earl Warren, a estimé que les écoles «séparées mais égales» sont intrinsèquement inégales et violent la clause de protection égale du XIVe amendement. La Cour a estimé que la ségrégation de l'éducation publique fondée sur la race a instillé un sentiment d'infériorité qui avait un effet extrêmement préjudiciable sur l'éducation et l'épanouissement des enfants afro-américains. Warren a fondé une grande partie de son opinion sur des informations provenant d'études en sciences sociales plutôt que sur des précédents judiciaires. La décision a également utilisé un langage relativement accessible aux non-juristes, car Warren estimait qu'il était nécessaire que tous les Américains en comprennent la logique,,,,. Reconnaissant les difficultés pratiques de l'abolition de la  ségrégation, la Cour demande aux parties à l'affaire et aux autres parties concernées (le gouvernement fédéral et les 17 États qui pratiquent alors la ségrégation dans l'enseignement) de présenter pour la session de 1955 leurs conclusions sur les moyens d'y parvenir. Certes la jurisprudence Plessy v. Ferguson n'est pas explicitement rejetée : il n'est pas contesté que la ségrégation soit légale dès lors que les possibilités offertes aux deux races sont égales. Mais elle est vidée de sa substance, puisque, au moins dans le domaine de l'éducation pour ce premier arrêt, des systèmes séparés ne peuvent être égaux.

### De John Fitzgerald Kennedy à Lyndon B. Johnson

#### John F. Kennedy et l'attentat de l'église baptiste de la16erue à Birmingham
Lorsque John F. Kennedy entre à la Maison Blanche en 1961, il doit faire face à des manifestations qui éclatent dans le Sud dont une à Birmingham, en Alabama. Birmingham était un lieu de tension raciale et un des hauts lieux du mouvement américain des droits civiques. Les revendications des Afro-Américains sont rejetees par George Wallace, le gouverneur de l'Alabama, partisan farouche de la ségrégation, qui s'oppose à toute déségrégation des écoles publiques malgré l'arrêt Brown v. Board of Education. En janvier 1963, lors de son investiture au poste de gouverneur, George Wallace déclare « Je trace la ligne dans la poussière et jette le gant aux  pieds de la tyrannie et je dis ségrégation maintenant, ségrégation demain, ségrégation pour toujours. ». Par ailleurs, George Wallace a le soutien du commissaire chargé de la sécurité publique Eugene “Bull” Connor connu pour son racisme et comme partisan lui aussi de la ségrégation. Birmingham est également le lieu d'une section très active de l'organisation terroriste Ku Klux Klan, auteur de différents attentats qui font surnommer Birmingham Bombingham (en), théâtre entre 1947 et 1965 d'une cinquantaine d'attentats à la bombe,. À Birmingham plus qu'ailleurs la population afro-américaine est victime d'entraves multiples à l'emploi et à l'inscription sur les listes électorales. La résistance à ces dénis à ces droits constitutionnels est animée par le révérend Fred Shuttlesworth qui a fondé l'Alabama Christian Movement for Human Rights. Victime de plusieurs attentats commis par les terroristes du Klan, il fait appel à Martin Luther King,. C'est ainsi qu'en 1963, est lancée la Campagne de Birmingham organisée par la Southern Christian Leadership Conference (SCLC), le Congress on Racial Equality (CORE) et l'Alabama Christian Movement for Human Rights (en) menée par Martin Luther King, James Bevel, Ralph David Abernathy, John Lewis et d'autres,,. 
Durant le mois d'avril 1963, les premiers sit-in ont lieu, malgré une décision judiciaire qui les interdit, ce qui entraîne l'arrestation de Martin Luther King et de Raplh Abernathy à la suite d'une manifestation pacifique le 12 avril 1963. En prison, le 16 avril 1963, Martin Luther King écrit la Lettre de la prison de Birmingham, où il fait l'apologie de l'action non violente pour faire aboutir les revendications des Afro-Américains,.
À la suite de cette lettre ouverte, du 2 au 5 mai 1963, plus de 1 000 jeunes élèves défilent ; ces manifestations sont passées dans l'histoire sous le nom de Birmingham Children's Crusade (en) ; plusieurs enfants sont matraqués et emprisonnés. Le 10 mai 1963 des représentants des organisations blanches et afro-américaines de Birmingham se mettent d'accord sur un plan de déségrégation ; en réaction, le Ku Klux Klan fait éclater une bombe au domicile d'A. D. King (en), le frère de Martin Luther King qui habite Birmingham. L'émotion soulevée par la répression de la Campagne de Birmingham et l'entêtement du gouverneur George Wallace conduisent le président John Fitzgerald Kennedy à prononcer un discours à la télévision le 11 juin 1963 dans lequel il appelle les membres du Congrès à légiférer pour garantir la jouissance effective des droits civiques à tous les Américains quelle que soit leur couleur de peau. Le 15 septembre 1963, en réplique aux diverses avancées de la déségrégation notamment dans les établissements scolaires, quatre terroristes membres du Klan déposent une bombe à retardement dans l'escalier de l'église baptiste de la 16e rue, qui mène à la salle de catéchisme ; elle éclate à 10 h 22 et tue quatre jeunes filles (Addie Mae Collins, Carole Robertson, Cynthia Wesley et Denise McNair) et en blesse vingt-deux autres,,,,,,,.

#### Lyndon B. Johnson et le Freedom Summer
Après l'assassinat du président Kennedy en novembre 1963, Lyndon B. Johnson lui succède et se saisit immédiatement du dossier de l'égalité des droits civiques amorcé par son prédécesseur. Alors qu'il manœuvre auprès du Congrès pour obtenir une majorité, les événements vont précipiter les choses. 
À la suite de l'arrêt Brown v. Board of Education, la route vers le droit de vote et la fin de la ségrégation est ouverte, c'est ainsi que l'ensemble des grandes organisations antiségrégationnistes comme la National Association for the Advancement of Colored People (NAACP), le  Student Nonviolent Coordinating Committee (SNCC) et le Council of Federated Organizations (COFO) sous la direction notamment de Martin Luther King et de Bob Moses (activist) (en), vont lancer, au cours de l'été 1964, une vaste campagne de mobilisation pour faciliter l'inscription des Afro-Américains sur les listes électorales,,. Cette campagne va être endeuillée par un triple assassinat qui va défrayer la chronique aux États-Unis puis dans le monde entier. Le dimanche 21 juin 1964, trois jeunes étudiants, un Afro-Américain, James Chaney, et deux Blancs, Michael Schwerner et Andrew Goodman, sont placés en état d'arrestation pour excès de vitesse par Cecil Price, membre du Klan et shérif du comté de Neshoba ; Price les conduit à la prison de Philadelphie (Mississippi) puis prévient ses amis du Klan qui viennent chercher les trois étudiants. Ils les conduisent en voiture dans un endroit éloigné et isolé et les assassinent. Leurs amis signalent leur disparition à la police et comme il y a soupçon d'enlèvement, l'enquête est confiée au F.B.I. Leur disparition fait la une des journaux,. Le Procureur général des États-Unis Robert Kennedy lui-même suit l'enquête. Leur voiture calcinée est découverte le 24 juin 1964 mais pas leurs cadavres. Pour élargir les fouilles, 400 marins de l'U.S. Navy sont mobilisés ainsi que 150 agents du F.B.I. Une équipe d'élite du F.B.I. est dépêchée pour mener l'enquête ; après deux mois d'investigation, les agents du F.B.I. découvrent leurs corps le 2 août 1964. Le F.B.I. interroge les divers membres du Klan, dont vingt-et-un sont arrêtés le 4 décembre 1965. Le 20 octobre 1967, neuf membres du Klan sont condamnés, dont Cecil Price, Samuel Bowers, Alton Wayne Roberts, Jimmy Snowden, Billy Wayne Posey, Horace Barnette et Jimmy Arledge. Ces meurtres de la Freedom Summer ont tellement mobilisé l'opinion qu'ils ont facilité le processus menant à la promulgation du Civil Rights Act de 1964, abolissant les lois Jim Crow et la ségrégation raciale dans l'espace public et les services publics, qui sera suivie par la promulgation du Voting Rights Act de 1965 prohibant toute discrimination raciale dans l'exercice du droit de vote,,,,,.

## La Loi, vote, contenus et conséquences

### Le vote et ses débats
L'adoption de la nouvelle loi n'allait pas de soi. À la Chambre des représentants, des tentatives d'obstruction vont avoir lieu comme celle particulièrement remarquée d'Howard W. Smith (en), représentant de la Virginie qui fait l'apologie de l'esclavage en citant les auteurs antiques et qui tente de détourner les débats en introduisant un amendement qui viserait les discriminations des femmes à l'embauche. Mais cette attitude aux allures progressistes reposait sur une logique exactement inverse. Howard Smith comptait sur ses collègues pour partager son point de vue selon lequel la discrimination fondée sur le sexe ne devait pas être prise au sérieux et que son inclusion banaliserait suffisamment le projet de loi et assurerait son échec. Le président Lyndon B. Johnson, quant à lui, s'est opposé à l'amendement sur le sexe de peur qu'il ne perturbe la fragile coalition soutenant les droits civiques. Les opposants à l'amendement qui soutenaient néanmoins le projet de loi sur les droits civiques étaient furieux. Ils ont souligné que les deux formes de discrimination étaient trop différentes pour être incluses dans la même législation. Finalement, le projet de loi a été adopté à la Chambre le 10 février 1964, par 289 voix contre 126 voix, sous la référence H.R. 7152,.  Cela étant fait, la loi est présentée au Sénat le 26 février 1964, où il faut obtenir le vote des deux tiers des cent sénateurs,. Des sénateurs comme Richard Russell, Strom Thurmond, Robert Byrd, William Fulbright et Sam Ervin mènent une campagne d'obstruction qui va durer soixante jours. En face, le vice-président Hubert Humphrey travaille avec le leader de la minorité républicaine au Sénat, Everett Dirksen, sénateur de l'Illinois pour acquérir les 67 voix nécessaires pour l'adoption de l'amendement. Le 10 juin 1964 Everett Dirksen prononce un discours au Sénat, après avoir cité Victor Hugo : «Plus fort que toutes les armées est une idée dont le temps est venu », il rappelle que le Parti républicain, le parti d'Abraham Lincoln, était à l'initiative des XIIIe, XIVe et XVe amendements à l'origine de l'égalité des droits civiques. Après ce discours, un vote a lieu, l’amendement passe avec 71 voix, quatre de plus que nécessaire, puisque 27 républicains avaient décidé de soutenir la loi,.
Le 2 juillet 1964 le président Johnson peut signer le Civil Rights Act en présence de Martin Luther King et d'autres leaders du mouvement des droits civiques.

### Le contenu de la loi (extraits)
Le but général de cette loi est  de mettre fin à toutes les formes réglementaires ou législatives de discrimination fondée sur la race, la couleur, la religion ou l'origine nationale.

#### Le titre 1
Le titre 1 abolit les taxes, les tests d'aptitude à voter, la capacité des agents d'état-civil ou administratifs à autoriser ou non l'inscription sur les listes électorales en dehors des exigences communes et autres procédures préjudiciables aux minorités et aux défavorisés : « Aucune personne agissant sous l'apparence de la loi ne doit: pour déterminer si une personne est qualifiée en vertu de la loi ou des lois d'un État pour voter à une élection fédérale, appliquer toute norme, pratique ou procédure différente des normes, pratiques ou procédures appliquées en vertu de ces lois ou lois à d'autres personnes au sein le même comté, paroisse ou subdivision politique similaire que les fonctionnaires de l’État ont déclaré habilité à voter ; refuser à tout individu le droit de voter à une élection fédérale en raison d'une erreur ou d'une omission sur tout document ou document relatif à toute demande, inscription ou autre acte requis pour voter, si une telle erreur ou omission n'est pas significative pour déterminer si cette personne est qualifiée en vertu de la législation de l'État pour voter à une telle élection ; ou utiliser tout test d'alphabétisation comme qualification pour voter à une élection fédérale à moins que ce test ne soit administré à chaque individu et soit effectué entièrement par écrit et une copie certifiée conforme du test et des réponses données par l'individu lui est fournie dans les vingt-cinq jours suivant la présentation de sa demande dans le délai pendant lequel les dossiers et documents doivent être conservés et conservés conformément au titre III du Civil Rights Act de 1960 : à condition toutefois que le procureur général puisse conclure des accords avec les autorités étatiques ou locales appropriées pour la préparation, la conduite et le maintien de ces tests conformément aux dispositions de la législation nationale ou locale applicable, y compris les dispositions spéciales nécessaires à la préparation, à la conduite et à l'entretien de ces tests pour les personnes aveugles ou autrement handicapées physiquement, répondent aux objectifs du présent alinéa et constituent le respect de celui-ci.
L'expression 'test d'alphabétisation' comprend tout test de capacité à lire, écrire, comprendre ou interpréter n'importe quelle matière."  "Si, dans une telle procédure, l'alphabétisation est un fait pertinent, il doit y avoir une présomption réfutable que toute personne qui n'a pas été jugée un incompétent et qui a terminé la sixième année dans une école publique ou dans une école privée accréditée par tout État ou territoire, le district de Columbia ou le Commonwealth de Porto Rico où l'enseignement est dispensé principalement en anglais, possède suffisamment d'alphabétisation, de compréhension et d'intelligence pour voter à toute élection fédérale. ". Les mots `` élection fédérale  désignent toute élection générale, spéciale ou primaire tenue uniquement ou en partie dans le but d'élire ou de sélectionner un candidat au poste de président, vice-président, électeur présidentiel, membre du Sénat ou membre du Chambre des députés." ».

#### Le titre 2
Le titre 2 interdit la ségrégation ou la discrimination dans les lieux recevant du public de détente, de loisirs, de restauration, de commerce, de services :
« Toutes les personnes ont droit à la jouissance pleine et égale des biens, services, installations et privilèges, avantages et hébergements de tout lieu d'hébergement public, tel que défini dans la présente section, sans discrimination ni ségrégation motif de race, de couleur, de religion ou d’origine nationale.Chacun des établissements suivants qui sert le public est un lieu d'hébergement public au sens du présent titre si ses activités affectent le commerce, ou si la discrimination ou la ségrégation de sa part est soutenue par l'action de l'État : toute auberge, hôtel, motel ou autre établissement qui fournit l'hébergement à des clients de passage, autre qu'un établissement situé dans un bâtiment qui ne contient pas plus de cinq chambres à louer ou à louer et qui est effectivement occupé par le propriétaire de cet établissement comme sa résidence ; tout restaurant, cafétéria, salle à manger, comptoir-repas, fontaine à soda ou autre installation dont l'activité principale consiste à vendre des aliments destinés à la consommation sur les lieux, y compris, mais sans s'y limiter, toute installation de ce type située sur les locaux de tout établissement de vente au détail; ou toute station-service ; toute salle de cinéma, théâtre, salle de concert, arène sportive, stade ou autre lieu d'exposition ou de divertissement ; Toute personne a le droit d'être libre, dans tout établissement ou lieu, de toute discrimination ou ségrégation de toute nature fondée sur la race, la couleur, la religion ou l'origine nationale, si cette discrimination ou ségrégation est ou prétend être exigée par toute loi, statut, ordonnance, règlement, règle ou ordre d'un État ou de toute agence ou subdivision politique de celui-ci.Nul ne doit refuser, nier ou tenter de retenir ou refuser, ou priver ou tenter de priver une personne de tout droit ou privilège garanti par les articles précédents, ou intimider, menacer ou contraindre , ou tenter d'intimider, menacer ou contraindre toute personne dans le but d'interférer avec tout droit ou privilège garanti par les articles précédents, ou punir ou tenter de punir toute personne pour avoir exercé ou tenté d'exercer un droit ou un privilège garanti par les articles précédents. ».

#### Le titre 3
Ce titre a pour objet les recours devant les tribunaux en cas de discriminations établies : 
« Chaque fois que le procureur général reçoit une plainte écrite signée par un particulier selon laquelle il est privé ou menacé de perdre son droit à une égale protection des lois, en raison de sa race, couleur , religion ou origine nationale, en se voyant refuser une utilisation égale de tout établissement public qui est détenu, exploité ou géré par ou pour le compte d'un État ou de sa subdivision, autre qu'une école publique ou un collège public tel que défini à l'article 401 du titre IV des présentes, et le procureur général estime que la plainte est fondée et certifie que le signataire ou les signataires de cette plainte ne peuvent, selon son jugement, pour engager et maintenir des procédures judiciaires appropriées pour obtenir réparation et que l'institution d'une action favorisera matériellement le progrès ordonné de la déségrégation dans les établissements publics, le procureur général est autorisé à intenter pour ou au nom des États-Unis une action civile dans tous les cas appropriés tribunal de district des États-Unis contre ces parties et pour toute réparation qui peut être appropriée, et ce tribunal aura et exercera sa compétence pour les poursuites engagées conformément à la présente section. Le procureur général peut impliquer comme défendeurs les parties supplémentaires qui sont ou deviennent nécessaires à l'octroi d'une réparation effective en vertu des présentes. le procureur général est autorisé à intenter pour ou au nom des États-Unis une action civile devant tout tribunal de district approprié des États-Unis contre les parties et pour toute réparation qui peut être appropriée, et ce tribunal aura et exercera la compétence de les poursuites engagées en vertu du présent article. Le procureur général peut impliquer comme défendeurs les parties supplémentaires qui sont ou deviennent nécessaires à l'octroi d'une réparation effective en vertu des présentes. le procureur général est autorisé à intenter pour ou au nom des États-Unis une action civile devant tout tribunal de district approprié des États-Unis contre les parties et pour toute réparation qui peut être appropriée, et ce tribunal aura et exercera la compétence de les poursuites engagées en vertu du présent article.nécessaires à l'octroi d'une réparation effective en vertu des présentes. ».

#### Le titre 4
Ce titre confirme en le généralisant l'arrêt Brown v. Board of Education du 17 mai 1954 et faciliter l'obtention de bourses d'études : 
« Par "déségrégation", on entend l'affectation d'élèves aux écoles publiques et au sein de ces écoles sans égard à leur race, couleur, religion ou origine nationale, mais "déségrégation" ne signifie pas l'affectation d'élèves aux écoles publiques afin de surmonter déséquilibre racial. L'expression «école publique» désigne tout établissement d'enseignement élémentaire ou secondaire, et «collège public» désigne tout établissement d'enseignement supérieur ou toute école technique ou professionnelle au-dessus du niveau secondaire, à condition que cette école publique ou ce collège public soit géré par un État, subdivision d'un État ou organisme gouvernemental dans un État, ou opéré entièrement ou principalement à partir ou par l'utilisation de fonds ou de biens gouvernementaux, ou de fonds ou de biens provenant d'une source gouvernementale.]...[Le Commissaire doit mener une enquête et faire rapport au Président et au Congrès, dans les deux ans suivant la promulgation de ce titre, concernant le manque de disponibilité de l'égalité des chances en matière d'éducation pour les individus en raison de la race, de la couleur, de la religion ou origine nationale dans les établissements d'enseignement publics à tous les niveaux aux États-Unis, dans ses territoires et possessions, et dans le district de Columbia. ».

#### Le titre 5
Ce titre institue une Commission des droits civils pour garantir la non-discrimination dans la distribution des fonds au titre des programmes, bien qu'étant consultative,  ses pouvoirs d'investigation sont ainsi définis :  
« Enquêter par écrit sur les allégations sous serment ou affirmation selon lesquelles certains citoyens des États-Unis sont privés de leur droit de vote et que ce vote est compté en raison de leur couleur, race, religion ou origine nationale; qui écrit, en vertu serment ou affirmation, doit exposer les faits sur lesquels ces croyances ou croyances sont fondées ; étudier et collecter des informations concernant les développements juridiques constituant un déni d'égalité de protection des lois en vertu de la Constitution en raison de la race, de la couleur, de la religion ou de l'origine nationale ou dans l'administration de la justice ; évaluer les lois et politiques du gouvernement fédéral en ce qui concerne les dénis de protection égale des lois en vertu de la Constitution en raison de la race, de la couleur, de la religion ou de l’origine nationale ou dans l’administration de la justice ; servir de centre d'échange national d'informations en cas de refus d'égalité de protection des lois en raison de la race, de la couleur, de la religion ou de l'origine nationale, y compris, mais sans s'y limiter, les domaines du vote, de l'éducation, du logement, de l'emploi, de l'utilisation des installations publiques et des transports, ou dans l'administration de la justice ; enquêter sur les allégations, formulées par écrit et sous serment ou affirmation affirmative, selon lesquelles des citoyens des États-Unis se voient illégalement accorder ou refuser le droit de voter, ou de faire comptabiliser correctement leur vote, lors de toute élection des électeurs présidentiels, membres de le Sénat des États-Unis, ou de la Chambre des représentants, en raison de tout modèle ou pratique de fraude ou de discrimination dans la conduite de ces élections ; ».

#### Le titre 6
Ce titre a pour objet d'éliminer les discriminations dans les attributions financières des diverses aides, subventions fédérales  :
« Aucune personne aux États-Unis ne peut, pour des raisons de race, de couleur ou d'origine nationale, être exclue de la participation, se voir refuser les avantages ou être soumise à une discrimination dans le cadre d'un programme ou d'une activité bénéficiant d'une aide financière fédérale. Chaque service et organisme fédéraux habilités à accorder une aide financière fédérale à tout programme ou activité, sous forme de subvention, de prêt ou de contrat autre qu'un contrat d'assurance-garantie, est autorisé et chargé d'appliquer les dispositions de l'article 601. en ce qui concerne ce programme ou cette activité en édictant des règles, des règlements ou des arrêtés d’applicabilité générale qui doivent être compatibles avec la réalisation des objectifs de la loi autorisant l’aide financière en rapport avec laquelle l’action est entreprise. Aucune règle, aucun règlement ou aucun ordre de ce type ne deviendra effectif sans l'approbation du président. Conformité à toute exigence adoptée ou refus d'accorder ou de continuer l'aide dans le cadre d'un tel programme ou activité à tout bénéficiaire sur lequel il y a eu une conclusion expresse au dossier. ».

#### Le titre 7
Ce titre a pour objet d'éliminer les discriminations dans l'accès à l'emploi et aux syndicats de salariés, plusieurs interdictions sont prononcées :
« De mettre de côté ou de refuser d'embaucher ou de congédier une personne, ou de discriminer d'une autre manière une personne en ce qui concerne sa rémunération, ses modalités, ses conditions ou ses privilèges d'emploi, en raison de la race, de la couleur, de la religion, du sexe, ou origine nationale ; de limiter, séparer ou classer ses employés de quelque manière que ce soit qui priverait ou tendrait à priver une personne de possibilités d'emploi ou qui nuirait à son statut d'employé, en raison de la race, de la couleur, de la religion, du sexe, ou origine nationale. Il est interdit  pour une organisation de travailleurs d'exclure ou expulser de son adhésion, tout individu en raison de sa race, couleur, religion, sexe ou origine nationale ; il est interdit de limiter, séparer ou classer ses membres, ou classer ou de mettre de côté ou refuser de recommander un emploi à un individu, d'une manière qui priverait ou tendrait à priver un individu de possibilités d'emploi, ou limiterait ces opportunités d'emploi ou nuire d'une autre manière à son statut d'employé ou de demandeur d'emploi, en raison de la race, de la couleur, de la religion, du sexe ou de l'origine nationale de cette personne; ou pour causer ou tenter de faire en sorte qu'un employeur discrimine une personne en violation du présent article. Tout employeur, organisation syndicale ou comité mixte patronal-syndical contrôlant l'apprentissage ou toute autre formation ou recyclage, y compris les programmes de formation en cours d'emploi, constitue une pratique d'embauche illégale en discriminant toute personne en raison de sa race, de sa couleur , religion, sexe ou origine nationale lors de l'admission ou de l'emploi dans tout programme établi pour offrir un apprentissage ou une autre formation. ».

#### Le titre 8
Ce titre a pour but de vérifier l'effectivité du droit de vote : 
« Le secrétaire au commerce mènera sans délai une enquête pour compiler les statistiques d'inscription et de vote dans les zones géographiques recommandées par la Commission des droits civils. Une telle enquête et compilation ne comprendra, dans la mesure recommandée par la Commission des droits civils, qu'un décompte des personnes en âge de voter par race, couleur et origine nationale, et la détermination de la mesure dans laquelle ces personnes sont inscrites pour voter, et ont voté à toute élection primaire ou générale dans tout l'État au cours de laquelle les membres de la Chambre des représentants des États-Unis sont nommés ou élus, depuis le 1er janvier 1960. Ces informations seront également collectées et compilées dans le cadre du dix-neuvième recensement décennal tout autre moment que le Congrès peut prescrire. À condition toutefois que nul ne soit contraint de divulguer sa race, sa couleur et son origine nationale, ou ne soit interrogé sur son appartenance à un parti politique, comment il a voté ou les raisons qui en découlent, et aucune sanction ne sera imposée pour son manquement ou son refus faire une telle divulgation. Toute personne interrogée oralement, par sondage ou questionnaire écrit ou par tout autre moyen concernant ces informations doit être pleinement informée de son droit de ne pas fournir ou de refuser de fournir ces informations. ».

#### Divers
Cette loi prévoit également la création d'une Commission pour l'égalité des chances en matière d'emploi  / The Equal Employment Opportunity Commission (EEOC) dont le but est de faire appliquer les lois fédérales qui interdisent la discrimination à l'encontre d'un candidat à un emploi ou d'un employé en raison de la race, de la couleur, de la religion, du sexe (y compris la grossesse, le statut transgenre et l'orientation sexuelle) de la personne, de son origine nationale, de son âge (40 ans ou plus), de son handicap. Cela concerne les employeurs d'au moins 15 employés, les syndicats et agences de placement, ainsi que la création d'un Service de relations inter-communautaire / Community Relations Service (en), dont le but est de faciliter et d'apaiser les relations entre les diverses  communautés composant la population américaine.

### Les conséquences, résistances et renforcements
Cette loi est majeure pour faire disparaître toutes les formes juridiques de ségrégation mais elle est, aussi, l'ouverture à une société inclusive qui permettra une valorisation et une reconnaissance du rôle des Afro-Américains à la culture et aux sciences dans la société américaine. Des décisions vont se succéder pour renforcer le Civil Rights qui va se heurter dans son effectivité aux manœuvres dilatoires des États du Sud pour diminuer, voire neutraliser cette loi, déclenchant des manifestations qui virent aux émeutes du fait des violences exercées par les forces de police des États réfractaires. 

#### Les marches de Selma et l'adoption duVoting Rights Act de 1965
L'État le plus rebelle est celui de l'Alabama gouverné par George Wallace, partisan intransigeant de la ségrégation, qui s'était fait élire en 1963 avec le slogan « Ségrégation maintenant, ségrégation demain, ségrégation pour toujours »,. Pour protester contre les entraves à l’application de la loi, des militants afro-américains sous la direction d'Amelia Boynton Robinson (dont la famille était en pointe sur la question du droit de vote depuis les années 1950), Martin Luther King Jr., James Bevel et Hosea Williams organisent ce qui deviendra les marches de Selma à Montgomery, la capitale de l'Alabama, qui auront lieu les 7, 9 et 25 mars 1965. Le 7 mars 1965 lors de la première de ces marches, menée par Hosea Williams et John Lewis,, en l'absence de Martin Luther King Jr., 600 manifestants pour les droits civiques quittent Selma pour tenter de rejoindre Montgomery, la capitale de l'État, afin de présenter leurs doléances au moyen d'une marche pacifique. Ils sont arrêtés au bout de quelques kilomètres au pont Edmund Pettus par la police locale, sous les ordres du shérif Jim Clark (sheriff),,, et une foule hostile de Blancs ségrégationnistes qui les repoussent violemment à coup de matraque et de gaz lacrymogène. Près de 84 blessés ont été dénombrés dont Marie Foster (organisatrice de la marche pour le Comté de Dallas), John Lewis, Amelia Boyton, etc,. Les images d'Amelia Boynton Robinson, tombée sous les coups des policiers, et inanimée sur le pont Edmund Pettus, feront le tour du monde à la suite de leur publication par la presse nationale,,,. John Lewis supplie le président Lyndon B.Johnson d’intervenir en Alabama,. La sauvagerie de la répression policière fait le tour du monde, ce dimanche prend le triste nom de Bloody Sunday (dimanche sanglant). Cette marche avec la répression qui a suivi sera un des événements qui conduiront le 4 août 1965 à la promulgation du Voting Rights Act de 1965 interdisant les discriminations raciales dans l'exercice du droit de vote,.

#### Le Voting Rights Act de 1965
Le Voting Rights Act de 1965 contient de nombreuses clauses régulant l'administration électorale. Les dispositions générales prévoient des garanties sur le droit de vote à l'échelle nationale. La section 2 est une disposition générale qui interdit à tous les États et gouvernements d'État d'imposer des lois électorales qui entraîneraient une discrimination envers une minorité, qu'elle soit raciale ou linguistique. D'autres dispositions générales proscrivent spécifiquement les tests d'alphabétisation et autres moyens historiquement utilisés pour priver les minorités de leurs droits. Le texte contient aussi des dispositions spécifiques qui ne s'appliquent qu'à certaines juridictions. Une disposition spécifique fondamentale est la Section 5, qui exige un pré-contrôle de certaines juridictions : ces juridictions ont l'interdiction de mettre en place des modifications sur les procédures d'inscription sur les listes électorales et des modalités d'organisation des élections sans l'aval du procureur général des États-Unis ou de la cour fédérale de district de Washington, D.C. selon lequel aucun changement ne peut discriminer une minorité protégée,,,.